# Estació de Maçanet-Massanes
Maçanet-Massanes (antigament l'Empalme) és una estació de ferrocarril propietat d'Adif situada al municipi de Maçanet de la Selva, a la comarca de la Selva, però lluny del centre urbà. L'estació es troba a l'entroncament de la línia Barcelona-Mataró-Maçanet i la línia Barcelona-Granollers-Girona-Figueres-Portbou i hi tenen parada trens de Rodalies de Catalunya de les línies de rodalia de Barcelona R1 i R2 Nord, la línia de rodalia de Girona RG1 i la línia regional R11, operats per Renfe Operadora. Maçanet-Massanes és l'estació que tanca al nord l'anomenat vuit català.
Aquesta estació de la línia de Mataró i de la línia de Girona va entrar en servei el 1860, tot i que no se'n va conservar el baixador original, quan es va obrir l'ampliació del ferrocarril de Barcelona a Granollers i posteriorment el 1861 van arribar trens per la línia de Mataró. Des d'Arenys de Mar a Maçanet-Massanes la línia és en via única. Tant l'Autoritat del Transport Metropolità al Pla Director d'Infraestructures 2009-2018, com per part del Ministeri de Foment d'Espanya al Pla Rodalies de Barcelona 2008-2015, es preveu la duplicació de vies entre Arenys de Mar i Blanes, però no és preveu la duplicació entre Blanes i Maçanet.
L'any 2019 va registrar l'entrada de 175.000 passatgers.

## Línia
- Línia 270 (Barcelona - Maçanet-Massanes - Portbou)
- Línia 276 (Barcelona - Maçanet-Massanes)

## Serveis ferroviaris

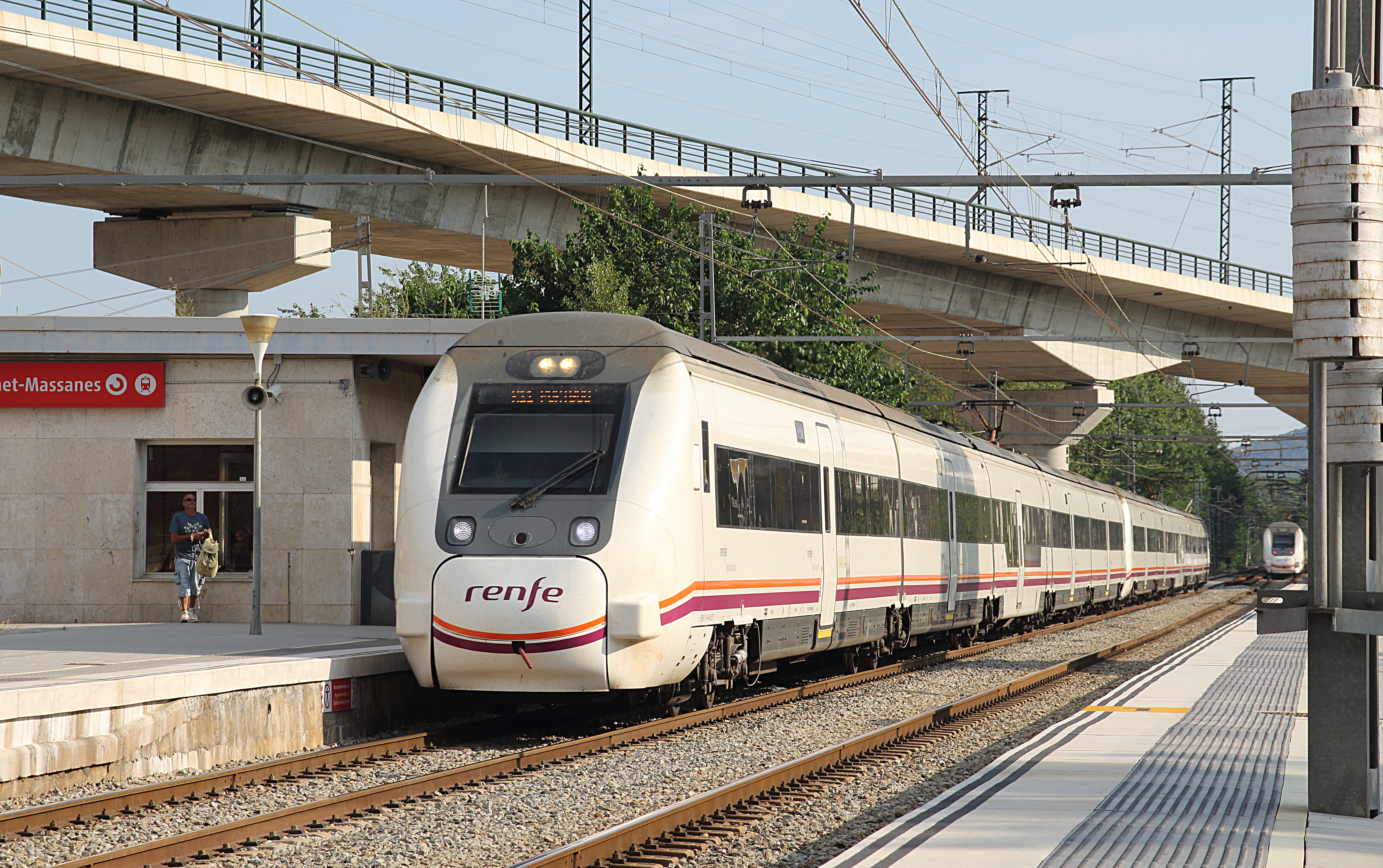
Tren de la línia regional R11 direcció Portbou, de la serie 449 de Renfe Operadora.

L'estació és capçalera de dues línies de rodalia, una que es dirigeix cap a Barcelona i l'Hospitalet de Llobregat per la costa, la R1 i l'altra que també es dirigeix cap a Barcelona i l'Aeroport via Granollers, la R2 Nord.
Els trens diaris que surten o arriben de la línia R2 a Maçanet-Massanes, tenen com a origen o destinació l'Aeroport, cobrint la part nord de la línia. Tots, excepte els tres trens esmentats, són regionals cadenciats que figuren com a Regional en els horaris de mitjana distància amb destinació Cervera de la Marenda o origen Portbou.
Cap dels trens que arriben i surten d'aquesta estació per la R1 realitza el recorregut sencer de la línia fins a Molins de Rei, tots acaben a l'Hospitalet de Llobregat.
| Procedència/Destinació                     | <           | Línia | >        | Procedència/Destinació                        |
| ------------------------------------------ | ----------- | ----- | -------- | --------------------------------------------- |
| Rodalia de Girona                          |             |       |          |                                               |
| L'Hospitalet de Llobregat                  | Tordera     |       | Sils     | Figueres Portbou                              |
| Rodalia de Barcelona                       |             |       |          |                                               |
| L'Hospitalet de Llobregat                  | Tordera     |       | terminal | terminal                                      |
| Aeroport Sants                             | Hostalric   |       | terminal | terminal                                      |
| Serveis regionals de Rodalies de Catalunya |             |       |          |                                               |
| Barcelona-Sants                            | Sant Celoni |       | Sils     | Girona Figueres Portbou Cervera de la Marenda |